# Dinan communauté
Dinan communauté est une ancienne communauté de communes française, située dans le département des Côtes-d'Armor, en région Bretagne.

## Histoire
Dinan communauté, anciennement Communauté de communes de Dinan (CODI), est la plus ancienne intercommunalité à fiscalité propre en Bretagne. Elle forme en effet un district urbain dès 1963, créé par son président de l'époque, René Pléven, le maire de Dinan André Aubert et le sous-préfet de l'arrondissement Jacques Chartron.
À sa création, le District urbain de Dinan est composé de huit communes : Aucaleuc, Dinan, Lanvallay, Léhon, Quévert, Taden, Trélivan et Tressaint. Au 1er janvier 1973, le district urbain ne compte plus que sept communes avec le rattachement de Tressaint et Saint-Solen à Lanvallay pour former le « Grand Lanvallay ». Son périmètre a été étendu à cinq nouveaux membres (Pleudihen-sur-Rance, Saint-Hélen, Saint-Samson-sur-Rance, La Vicomté-sur-Rance et Vildé-Guingalan) en 1994, puis à six autres (Bobital, Brusvily, Calorguen, Le Hinglé, Saint-Carné et Trévron) en 1995 et enfin à huit communes supplémentaires en 2014 avec l'absorption de l'ancienne communauté de communes du Pays d'Évran (CCPÉ).
Le 1er janvier 2000, le district devient communauté de communes à la suite de la loi Chevènement qui consacre le rôle des établissements publics de coopération intercommunale (EPCI) à fiscalité propre. En avril de la même année, la communauté de communes est baptisée Communauté de communes de Dinan.
Le 1er janvier 2014, à la suite de la fusion de la CODI et de la CCPÉ, l'intercommunalité est renommée Dinan communauté.
Le 31 décembre 2016, elle est dissoute et ses 26 communes membres rejoignent la nouvelle communauté d'agglomération Dinan Agglomération.

## Territoire communautaire

### Composition
Elle était composée des 26 communes suivantes :
| Nom                    | Code Insee | Gentilé        | Superficie (km2) | Population (dernière pop. légale) | Densité (hab./km2) |
| ---------------------- | ---------- | -------------- | ---------------- | --------------------------------- | ------------------ |
| Dinan (siège)          | 22050      | Dinannais      | 8,71             | 10 919 (2014)                     | 1 254              |
| Aucaleuc               | 22003      | Aucaleuens     | 6,38             | 925 (2014)                        | 145                |
| Bobital                | 22008      | Bobitalais     | 4,99             | 1 078 (2014)                      | 216                |
| Brusvily               | 22021      | Brusviliens    | 11,83            | 1 164 (2014)                      | 98                 |
| Calorguen              | 22026      | Calorguennais  | 8,48             | 703 (2014)                        | 83                 |
| Les Champs-Géraux      | 22035      | Campogérosiens | 19,09            | 1 041 (2014)                      | 55                 |
| Évran                  | 22056      | Évrannais      | 23,56            | 1 727 (2014)                      | 73                 |
| Le Hinglé              | 22082      | Hingléziens    | 3,37             | 878 (2014)                        | 261                |
| Lanvallay              | 22118      | Côtissois      | 14,61            | 3 986 (2014)                      | 273                |
| Léhon                  | 22123      | Léhonnais      | 4,60             | 3 033 (2014)                      | 659                |
| Pleudihen-sur-Rance    | 22197      | Pleudihennais  | 24,55            | 2 821 (2014)                      | 115                |
| Plouasne               | 22208      | Plouasnais     | 33,61            | 1 677 (2014)                      | 50                 |
| Quévert                | 22259      | Quévertois     | 12,48            | 3 731 (2014)                      | 299                |
| Le Quiou               | 22263      | Quiousiens     | 5,06             | 322 (2014)                        | 64                 |
| Saint-André-des-Eaux   | 22274      | Andréanais     | 5,24             | 302 (2014)                        | 58                 |
| Saint-Carné            | 22280      | Carnéens       | 8,36             | 973 (2014)                        | 116                |
| Saint-Hélen            | 22299      | Hélennais      | 17,02            | 1 390 (2014)                      | 82                 |
| Saint-Judoce           | 22306      | Judocéens      | 10,19            | 577 (2014)                        | 57                 |
| Saint-Juvat            | 22308      | Juvatiens      | 17,41            | 650 (2014)                        | 37                 |
| Saint-Samson-sur-Rance | 22327      | Samsonnais     | 6,27             | 1 547 (2014)                      | 247                |
| Taden                  | 22339      | Tadennais      | 20,13            | 2 286 (2014)                      | 114                |
| Tréfumel               | 22352      | Tréfumellois   | 5,81             | 278 (2014)                        | 48                 |
| Trélivan               | 22364      | Trélivannais   | 11,10            | 2 634 (2014)                      | 237                |
| Trévron                | 22380      | Trévronnais    | 9,60             | 701 (2014)                        | 73                 |
| La Vicomté-sur-Rance   | 22385      | Vicomtois      | 4,57             | 1 024 (2014)                      | 224                |
| Vildé-Guingalan        | 22388      | Vildéens       | 7,35             | 1 260 (2014)                      | 171                |

### Démographie
| 1968   | 1975   | 1982   | 1990   | 1999   | 2009   | 2010   | 2011   | 2013   |
| ------ | ------ | ------ | ------ | ------ | ------ | ------ | ------ | ------ |
| 21 243 | 25 062 | 25 976 | 25 715 | 35 419 | 38 559 | 39 862 | 40 755 | 40 789 |

## Administration

### Siège
Le siège de la communauté de communes était situé à Dinan, 34 rue Bertrand Robidou. De 1963 à 1976, celui-ci était installé rue Saint-Marc dans des locaux mis à disposition par la ville de Dinan.

### Élus
|     | Attributions                                      | Identité                     | Qualité                                |
| --- | ------------------------------------------------- | ---------------------------- | -------------------------------------- |
| 1er | Aménagement du territoire et urbanisme            | Michel Vaspart               | Maire de Pleudihen-sur-Rance           |
| 2e  | Finances, mutualisation et enseignement supérieur | Didier Lechien               | Maire de Dinan                         |
| 3e  | Développement durable et gestion des déchets      | Dominique Ramard             | Maire de Saint-Juvat                   |
| 4e  | Politique du logement et de l'habitat             | Marie-Odile Fauche           | Maire de Quévert                       |
| 5e  | Développement économique                          | Didier Déru                  | Conseiller municipal de Dinan          |
| 6e  | Petite enfance                                    | Béatrice Bardoult-Le Diouron | Première adjointe au maire d'Évran     |
| 7e  | Sport                                             | René Degrenne                | Maire de Léhon                         |
| 8e  | Tourisme                                          | Arnaud Carré                 | Maire du Quiou                         |
| 9e  | Culture                                           | Françoise Guyot-Després      | Conseillère municipale de Dinan        |
| 10e | Eau et assainissement                             | Michel Daugan                | Maire de Plouasne                      |
| 11e | Transport et déplacements                         | Suzanne Lebreton             | Première adjointe au maire de Trélivan |
| 12e | Éducation environnementale et Maison nature       | Pascal Perrin                | Maire de Saint-Hélen                   |

### Liste des présidents
| Période                         | Période          | Identité        | Étiquette            | Qualité |
| ------------------------------- | ---------------- | --------------- | -------------------- | --- |
| District urbain de Dinan        |                  |                 |                      | |
| 2 février 1963                  | 1er avril 1977   | René Pleven     | MRP puis CD puis CDP | Député des Côtes-du-Nord (1945 → 1969) Conseiller général de Dinan-Est (1945 → 1976) Président du conseil général des Côtes-du-Nord (1948 → 1976) Président du conseil régional de Bretagne (1974 → 1976) |
| 1er avril 1977                  | 31 mars 1983     | Yves Blanchot   | RPR                  | Maire de Dinan (1965 → 1983) |
| 31 mars 1983                    | 1er janvier 2000 | René Benoît     | UDF-PR puis DL       | Maire de Dinan (1983 → 2014) Député des Côtes-du-Nord (1986 → 1988) Conseiller général de Dinan-Est (1976 → 2001)                                                                                         |
| Communauté de communes de Dinan |                  |                 |                      | |
| 1er janvier 2000                | 23 avril 2014    | René Benoît     | DL puis UMP          | Maire de Dinan (1983 → 2014) Conseiller général de Dinan-Est (1976 → 2001) |
| Dinan communauté                |                  |                 |                      | |
| 23 avril 2014                   | 31 décembre 2016 | Gérard Berhault | DVD                  | Maire du Hinglé (1993 → ) |

### Compétences
Depuis près de 15 ans, la CODI a la compétence éducation et sensibilisation à l'environnement.